# Ferdinand Kutsch
Ferdinand Kutsch (* 1. Januar 1889 in Burg-Gemünden; † 30. April 1972 in Wiesbaden) war ein deutscher Prähistoriker und provinzialrömischer Archäologe.

## Jugend und frühe Tätigkeiten
Kutsch wurde am 1. Januar 1889 in Burg Gemünden (damals Landkreis Alsfeld in Oberhessen) als Sohn eines Oberförsters geboren. Nach dem Abitur 1907 in Darmstadt studierte er bis 1912 an den Universitäten Tübingen, München, Berlin und Gießen die Fächer Klassische Archäologie, Klassische Philologie, Germanistik und Vorgeschichte. Es folgte 1913 die Promotion zu dem philologischen Thema „Attische Heilgötter und Heilheroen“ bei Rudolf Herzog in Gießen.
Nach einem kurzen Aufenthalt als Stipendiat in der Abteilung Rom des Deutschen Archäologischen Instituts (DAI) war er bis 1919 bei der Römisch-Germanischen Kommission des DAI in Frankfurt tätig, unterbrochen durch seinen Militärdienst bei der Artillerie im Ersten Weltkrieg. Danach arbeitete er als Assistent im Landesmuseum Nassauischer Altertümer in Wiesbaden (heute Teil des Museum Wiesbaden). 1927 wurde er als Nachfolger von Emil Ritterling Leiter des Museums und blieb es bis zum Ruhestand 1956, wiederum unterbrochen durch Kriegsdienst 1941–44 als Hauptmann der Luftwaffe in Frankreich und Deutschland. Zugleich mit der Übernahme des Direktorenpostens wurde er zum Vertrauensmann für kulturgeschichtliche Bodenaltertümer im Regierungsbezirk Wiesbaden ernannt.
Kutsch arbeitete von der Vorgeschichte über die Römerzeit bis zum Mittelalter über alle relevanten archäologischen Epochen. Sein besonderes Interesse galt der Erforschung prähistorischer Ringwallanlagen. 
Neben der Tätigkeit im Museum und der Bodendenkmalpflege war Kutsch in historischen Vereinen und Verbänden engagiert. Seit 1931 war er Vorsitzender des Vereins für Nassauische Altertumskunde und Geschichtsforschung und des West- und Süddeutschen Verbands für Altertumsforschung.

## Tätigkeit während der NS-Herrschaft
Kutsch übernahm den West- und Süddeutschen Verband in schwieriger Zeit. Zunächst waren es wirtschaftliche Schwierigkeiten, die dazu führten, dass die jährlichen Verbandstagungen nicht (1934) oder nur in eingeschränktem Umfang stattfinden konnten (1932 in Hanau, 1933 zusammen mit dem Nordwestdeutschen Verband für Altertumsforschung in Groningen). Zudem versuchte Hans Reinerth seit 1934, den Verband in den Reichsbund für Deutsche Vorgeschichte einzugliedern bzw. gleichzuschalten. Das gelang Reinerth 1934 im Falle des Ostdeutschen, des Mitteldeutschen Verbandes für Altertumsforschung sowie der gesamtdeutschen Dachorganisation aller Verbände. An die Mitglieder des West- und Süddeutschen Verbandes sandte Reinerth ein Rundschreiben unter Umgehung des Vorsitzenden Kutsch mit der Aufforderung, dem Reichsbund beizutreten. Reinerth wählte wohl diesen Weg, weil es ihm auch als Vertreter des Amt Rosenberg an rechtlichen Grundlagen zur Zwangseingliederung mangelte.
Zur Verbandstagung 1935 in Fulda bemühte sich Reinerth erneut, durch einen Abgesandten die Eingliederung zu beantragen, was Kutsch dankend ablehnte, wie es kurz zuvor auch der Nordwestdeutsche Verband getan hatte. Der Verband hatte zwischenzeitlich Unterstützung von einer Seite erhalten, von der man diese nicht unbedingt erwartet hätte: Der von Heinrich Himmler geführte, der SS nahestehende Verein Ahnenerbe hielt schützend seine Hand über den Verband. An der Tagung in Fulda nahm als Vertreter des „Reichsführers-SS“ Alexander Langsdorff, Archäologe und SS-Führer, teil. Man betrachtete wohl die SS gegenüber Reinerth als das kleinere Übel.
Reinerth geriet dadurch in eine komplizierte Dreiecksbeziehung und muss sehr wütend gewesen sein, denn auf der „Zweiten Reichstagung des Reichsbundes für Deutsche Vorgeschichte“ im September 1935 in Bremen ließ er seinen Hetztiraden freien Lauf. Die Bremer Zeitung gab den Inhalt von Reinerths Rede folgendermaßen wieder:

„Dann ergriff Prof. Reinerth das Wort zu einer grundsätzlichen Abrechnung mit den Gegnern der völkischen Vorgeschichte […] Die dritte Gruppe von Forschern schließlich sei die gefährlichste […] Es sei der römisch-germanische Kreis um Ludwig Lindenschmit gewesen, der diese Entwicklung von Norden nach Süden angenommen und dadurch den Vorrang der südlichen Kulturen über die germanische behauptet habe […] Auch heute noch gebe es Vertreter dieser Richtung, die notwendigerweise Gegner der völkischen Vorgeschichte sein müßten […] Der Bundesführer wies […] reaktionäre Angriffe […] zurück und schilderte anhand einer kürzlich in Fulda stattgefundenen merkwürdigen Tagung reaktionärer Kreise die Arbeit solcher Mächte, die heute noch in gemeinsamer Verbrüderung mit Judentum und politischem Katholizismus die Arbeit zu sabotieren versuchten, die der Reichsbund […] leistet.“

Teilnehmer aus Halle an der Fuldaer Tagung erwähnten sogar, „man habe selten mit Heil Hitler gegrüßt, Parteiabzeichen seien kaum zu sehen gewesen, […] und es sei sogar vorgekommen, daß auf den Gruß Heil Hitler mit Guten Tag geantwortet sei.“
Auf Anraten Langsdorffs und Hans Joachim Apffelstaedts, Landesrat und Leiter des Kulturreferats des Rheinischen Provinzialverbandes, verhielt sich Kutsch zunächst ruhig. Dann unternahm er in einem gewagten Schritt die Flucht nach vorn: Er richtete am 13. Oktober 1935 eine offizielle Beschwerde an die Gestapo und bat „um den Schutz des Staates gegen die Ehrverletzungen der ihm [dem Verband] angeschlossenen Anstalten, Museen und Vereine durch Herrn Reinerth.“
Die Eingabe blieb für beide Seiten folgenlos und das Amt Rosenberg setzte seine Versuche zur Gleichschaltung fort. Im Januar 1936 richtete Reinerth erneut ein Schreiben an alle Mitgliedsvereine unter Umgehung Kutschs mit der Aufforderung, sich nicht dem „nationalsozialistischen Einigungswerk“ zu entziehen. Kutsch antwortete darauf mit einem vertraulichen Rundschreiben, in dem er die Vereine zur Stellungnahme aufforderte. Diesem legte er eine Liste mit den Verfehlungen Reinerths, dem Ausschnitt der Bremer Zeitung sowie einer Kopie seiner Anzeige bei der Gestapo bei. Letzteres war für ihn nicht ganz ungefährlich, zeigte es doch, dass die Gestapo nicht geantwortet hatte und Kutsch auf sich alleine gestellt war. Zahlreiche positive Antworten auf dieses Schreiben belegen, dass Reinerths Verhalten auch den Mitgliedsvereinen ein Dorn im Auge war.
Der Nordwestdeutsche Verband war in der Zwischenzeit dem Reichsbund beigetreten, die Mitglieder haben dies allerdings sehr bald bereut. Man fühlte sich nicht mehr an diese in Bremen gefassten Entschlüsse gebunden und lud den West- und Süddeutschen Verband zur Jahrestagung 1936 nach Bonn ein. Kurz vor dieser Tagung entschloss sich Hitler anscheinend trotz der Bedenken Himmlers gegen Reinerth, diesen mit dem neu zu schaffenden Reichsinstitut für Archäologie und Vorgeschichtsforschung zu betrauen. Kutsch betrieb deshalb beschleunigt die Gründung eines westdeutschen Dachverbandes, die in Bonn beschlossen wurde. Die Leitung wurde dem Landeshauptmann der Rheinprovinz Heinrich Haake übertragen, für den praktisch eher Apffelstaedt tätig war, Parteiführer war der Essener Gauleiter Josef Terboven. Der Dachverband hatte die eher defensive Aufgabe, die Verbände vor den Übergriffen Reinerths zu sichern. Dies gelang durch die Einbindung hochrangiger NSDAP-Funktionäre. Praktisch ist er kaum in Erscheinung getreten.
In den folgenden Jahren wurden die Aktivitäten des Verbandes weniger. 1937 hielt man es für richtig, nicht zu tagen, um den großen Krach zu vermeiden. Kutsch selbst fasst die Ereignisse von 1936 bis zum Kriegsausbruch knapp in folgenden Worten zusammen: „1936 versuchten der NW-deutsche und unser Verband bei gemeinsamer Tagung in Bonn, durch Gründung eines lockeren Dachverbandes unter Aegide des rheinländischen Landeshauptmannes aktionsfähig zu bleiben. Aber es erschien 1937 doch untunlich wieder zu tagen, 1938 kam der Westwall, 1939 der Krieg.“
Trotzdem gelang Kutsch 1938 die Gründung des „Landesamtes für kulturgeschichtliche Bodenaltertümer“, eines Vorläufers der Abteilung Archäologische und paläontologische Denkmalpflege des Landesamtes für Denkmalpflege Hessen.
Kurt Böhner, Nachfolger als Vorsitzender des West- und Süddeutschen Verbandes, stellte in einem Nachruf über diese Zeit fest, dass Ferdinand Kutsch „damals weder Mühen noch Gefahren scheute, um die Vor- und Frühgeschichtsforschung vor politischer Bevormundung zu bewahren.“

## Nachkriegszeit
Kutsch kehrte noch vor Kriegsende nach Wiesbaden zurück und nahm bereits am 30. Dezember 1944 sein Amt als Museumskustos wieder auf. Er widmete sich zunächst dem Fortbestand des Museums sowie des Landesamtes für kulturgeschichtliche Bodenaltertümer. Zwar gelang es ihm, den ersten amerikanischen Kulturoffizier zu überzeugen, die Wiesbadener Museen und wissenschaftlichen Vereine weiter arbeiten zu lassen. Nebenbei erreichte er auch beim Kultusministerium die Rettung der Römisch-Germanischen Kommission und der Saalburg. Doch über den West- und Süddeutschen Verband entspann sich ein Streit über Neugründung und fehlende Satzung. Er betrachtete sich auch weiterhin als Vorsitzender des West- und Süddeutschen Verbandes für Altertumsforschung, obwohl dieser erst 1949 mit einer Tagung in Regensburg seine Arbeit wieder aufnehmen konnte.
Besonders wichtig war es ihm, schon in Regensburg auch wieder ausländische Kollegen begrüßen zu können. Er war bemüht, verlorene Kontakte nach dem Krieg wieder anzuknüpfen, und organisierte gewissenhaft die jährlichen Verbandstagungen.
1956 trat er als Museumskustos in den Ruhestand. Nach über drei Jahrzehnten trat Ferdinand Kutsch 1962 aus gesundheitlichen Gründen von den beiden Ämtern im West- und Süddeutschen Verband für Altertumsforschung sowie dem Verein für Nassauische Altertumskunde und Geschichtsforschung zurück, wurde aber jeweils postwendend zum Ehrenvorsitzenden gewählt. Ebenso ernannte ihn der Hanauer Geschichtsverein zu seinem Ehrenmitglied, da er diesem seit seiner Arbeit zum Hanauer Museumskatalog (erschienen 1926) verbunden war.

## Schriften (Auswahl)
- Attische Heilgötter und Heilheroen, Gießen 1913 (= Dissertation).
- Die Grabung im Mainzer Legionslager 1919 (Vorläufiger Bericht). In: Germania 4, 1920, S. 25–30.
- Hanau. 1. Teil, Frankfurt a. M., 1923; 2. Teil, Frankfurt a. M. 1926 (Kataloge west- und süddeutscher Altertumssammlungen 5).
- Das Landesmuseum Nassauischer Altertümer in Wiesbaden. Ein Wegweiser. Wiesbaden 1924.
- Der Ringwall auf der „Burg“ bei Rittershausen. In: Nassauische Annalen 47, 1926, 1–37.
- Die Zisterzienserabtei Eberbach. Rheinische Kunstbücher Band 4, Wiesbaden 1927.
- Der römische „Burgus“ bei Niederlahnstein. In: Rheinische Heimatblätter 4, 1927.
- Michelsberger und Rössener Funde bei Schierstein. In: Nassauische Annalen 48, 1927, S. 5–23.
- Die Vor- und Frühgeschichte, in: Henche, Der ehemalige Landkreis Wiesbaden, 1930,  S. 42–86.
- Zur Geschichte des Limes bei Kastell Holzhausen. In: Nassauische Annalen 54, 1934.
- Neue Funde zu einem valentinianischen Brückenkopf von Mainz, in: Festschrift für August Oxé, 1938, S. 204–206.
- Stratigraphisch festgelegte paläolithische Funde in Wiesbaden und Umgebung. In: Nassauische Annalen 65, 1954, S. 17–26.
- Das romanische Refektorium in Kloster Eberbach im Rheingau. 1. Der Befund nach den Ausgrabungen. In: Nassauische Annalen 71, 1960, S. 201–204.